# Gerald Clayton

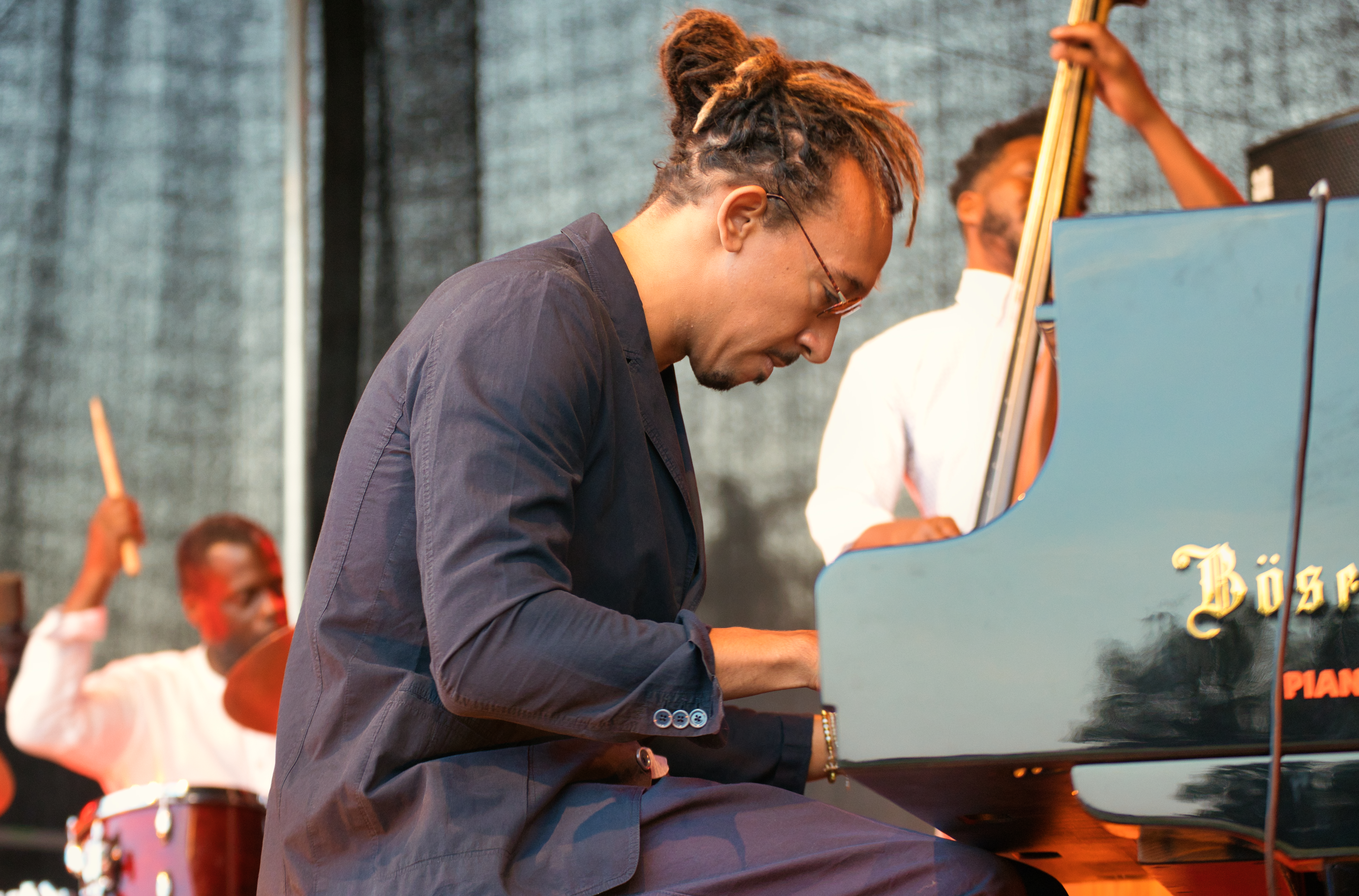
Das Gerald Clayton Trio auf dem INNtöne Jazzfestival (2022)

Gerald Clayton (* 11. Mai 1984 in Utrecht) ist ein US-amerikanischer Jazzpianist und Komponist des Mainstream Jazz.

## Leben und Wirken

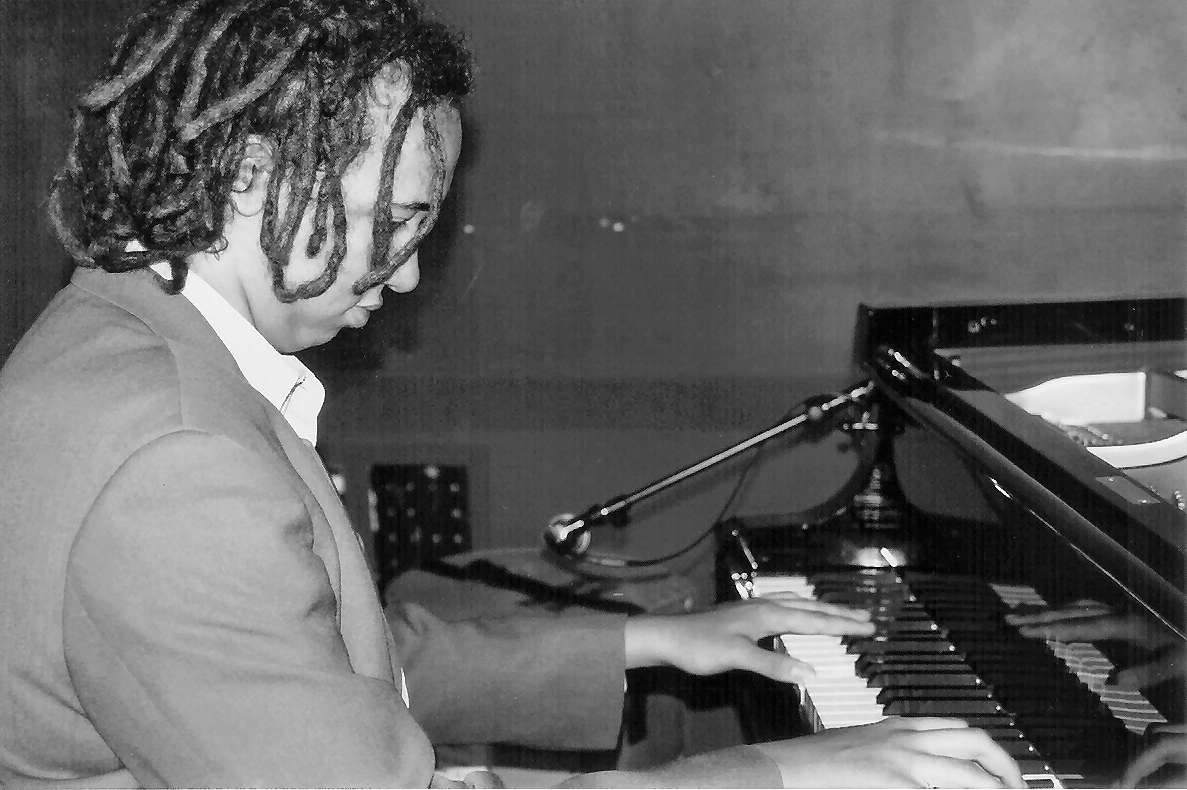
Gerald Clayton (2005)

Clayton ist der Sohn des Bassisten John Clayton und Neffe des Altsaxophonisten und Flötisten Jeff Clayton. Er wuchs in Kalifornien auf und studierte ab dem Alter von sieben Jahren klassisches Klavier und später Jazz-Klavier bei Donald Vega, Billy Childs, Shelly Berg und Kenny Barron an der Manhattan School of Music. 2002 machte er seinen Abschluss an der Los Angeles County High School for the Arts (mit Auszeichnung, er erhielt den Presidential Scholar of the Arts der Schule) und erhielt im selben Jahr den Shelly Manne Award für Nachwuchskünstler der Los Angeles Jazz Society. 2006 erhielt er seinen Bachelor-Abschluss in Jazz der Thornton School of Music an der University of Southern California (wo sein Vater einer der Lehrer war). Im selben Jahr wurde er Zweiter im Wettbewerb des Thelonious Monk Instituts für Jazz-Klavier (Erster wurde Tigran Hamasyan) und zog nach New York City.
Clayton nennt unter seinen Einflüssen neben seinem Vater Oscar Peterson, Ray Brown, Monty Alexander und Benny Green (mit Green und Barron spielte er auch schon im Duo). Er spielte unter anderem mit den Clayton Brothers und dem Clayton-Hamilton Jazz Orchestra (beide mit Jeff Clayton), spielte mit seinem Vater John Clayton und hat ein eigenes Gerald Clayton Trio (mit Joe Sanders, Bass, Justin Brown, Schlagzeug). Er tourte 2006 und 2007 mit dem Roy Hargrove Quintett sowie dessen Bigband und tritt regelmäßig in der Jazz Gallery in New York auf mit eigenen Kompositionen (teilweise im Auftrag der Jazz Gallery komponiert). Seine Kompositionen wurden auch schon vom BBC Orchestra gespielt. 2009 trat er auf dem Klavierfestival Ruhr in Bochum auf und 2008 auf dem Umbria Jazz Festival. 2022 spielten in seinem Trio der Bassist Joe Sanders und der Schlagzeuger Gregory Hutchinson.
Er begleitete Diana Krall (Alben From This Moment on, Christmas Songs), Michael Bublé (Call me irresponsible) und Roberta Gambarini (Album Easy to Love).

## Preise und Auszeichnungen
2011 erhielt er den Edison Jazz Award als bester internationaler Jazzmusiker (für sein Album Bond: The Paris Sessions, EmArcy, mit Trio) und spielte auf dem North Sea Jazz Festival mit seinem Trio. 2010 wurde seine Komposition Battle Circle für den Grammy nominiert und 2009 sein Solo auf All of You (Cole Porter) auf seinem Debüt-Album Two Shade (EmArcy, mit seinem Trio) in der Sparte Best Improvised Jazz Solo. 2008 wurde er in den Reader Polls von Down Beat in die Liste der vielversprechenden Nachwuchstalente aufgenommen. Seine Tributary Tales mit ihrer Thematisierung von Verbindungen, Übergängen und Mündungen wurden 2016 im NDR das „Album der Woche“.

## Diskographische Hinweise
- Matthew Stevens: Woodwork (2015)
- Tributary Tales (Motema, 2017)
- Happening: Live at the Village Vanguard (Blue Note, 2020)
- Bells on Sand (Blue Note, 2022)